# Lorenza Lei
Lorenza Lei (Bologna, 15 febbraio 1960) è una dirigente pubblica italiana, direttrice generale della Rai dal maggio 2011 al luglio 2012.
È stata la prima donna ad aver ricoperto l'incarico di direzione generale della Rai.

## Biografia
Si è laureata in Antropologia filosofica presso l'Università di Bologna.
Nel 1980 ha recitato nel film Si salvi chi vuole di Roberto Faenza. Nel 1996 incontra al Mip Tv di Cannes il direttore di Rai International Roberto Morrione. Poi diventa consulente per la progettazione e il finanziamento di programmi televisivi e multimediali, su raccomandazione di Renzo Arbore (all'epoca direttore artistico di Rai International), che conobbe a un evento di Valentino Moda. Tre anni dopo diventa responsabile Rai per il Giubileo 2000.
Negli anni successivi diventa principale assistente di tre direttori generali, Agostino Saccà (principale sostenitore, anni dopo, della sua candidatura alla dirigenza), Flavio Cattaneo e Alfredo Meocci, ininterrottamente per oltre quattro anni, dal 19 marzo 2002 al 20 giugno 2006. Dopo l'incarico per il Giubileo, Lei si accredita presso le gerarchie vaticane, coltivando rapporti con il cardinale Angelo Bagnasco, presidente della CEI, e Tarcisio Bertone, segretario di Stato vaticano. In seguito ricopre numerosi altri incarichi completando una carriera che la porterà ai massimi livelli nell'azienda.

### Direzione generale della Rai
Come direttrice generale dell'azienda, succede a Mauro Masi, venendo prima designata all'unanimità dal consiglio di amministrazione e poi nominata dall'assemblea dei soci della Rai. In un documento sulle dichiarazioni patrimoniali e reddituali rese dai titolari di cariche elettive e direttive di alcuni enti, a cura della Presidenza del consiglio dei ministri ai sensi dell'art. 12 della legge 5 luglio 1982 n. 441, risulta che il manager vanti per il 2010 redditi annui pari a 424106 €. L'8 giugno 2012 il governo Monti propone di sostituirla con Luigi Gubitosi, che diviene il nuovo DG della Rai il 17 luglio successivo.

## DG della Rai: critiche e apprezzamenti
Il consigliere di minoranza Nino Rizzo Nervo sostiene che la neo-DG sia molto competente in materia, in quanto, a differenza dei suoi predecessori provenienti spesso dall'esterno, conosce molto bene l'azienda, nella quale è cresciuta e si è formata professionalmente. Il consigliere di amministrazione Giorgio Van Straten ha dichiarato che Lorenza Lei è una "grande lavoratrice", ricordando che anche il suo predecessore aveva tentato spesso di "oscurare una serie di trasmissioni non gradite al presidente del consiglio". Ha successivamente sollevato molte polemiche l'accordo stipulato con Michele Santoro per la sua uscita dalla Rai. Dure critiche da parte delle forze politiche di opposizione anche per aver agevolato l'uscita dalla Rai di Paolo Ruffini e di Serena Dandini. È componente della Fondazione Magna Carta, fondata da Gaetano Quagliariello.
Durante la sua direzione, aveva emanato una discussa circolare nella quale vietò categoricamente a tutti i conduttori e conduttrici dell'azienda di parlare di preservativi ed altri anticoncezionali o anche al solo accennare ad essi, in tutti i programmi radiofonici e televisivi della Rai: lo showman Fiorello criticò questa circolare durante una puntata del suo varietà Il più grande spettacolo dopo il weekend in onda su Rai 1, auspicando un ripensamento da parte della DG; nello stesso monologo, Fiorello consigliò vivamente ai ragazzi di usare sempre, durante i rapporti sessuali, il preservativo, da lui ribattezzato salva la vita pischelli. Tale circolare fu criticata anche da molte associazioni, che videro in tale direttiva «una pesante ingerenza vaticana nella TV pubblica italiana». Il 31 gennaio 2012 la Lei propone al Cda Rai la nomina di Alberto Maccari alla direzione del Tg1 e di Alessandro Casarin alla direzione della TGR. La nomina dei due direttori ha visto una spaccatura in CdA con i rappresentanti di PDL e Lega Nord favorevoli alla nomina e i rappresentanti di PD e UDC insieme al presidente Rai Paolo Garimberti contrari. La votazione ha portato alle dimissioni del membro del consiglio di amministrazione di area PD Nino Rizzo Nervo.